# John Collins (Gitarrist)
John Elbert Collins (* 20. September 1913 in Montgomery, Alabama; † 4. Oktober 2001 in Los Angeles, Kalifornien) war ein US-amerikanischer Jazzgitarrist des Swing und Bebop.

## Leben
John Collins hatte als Kind Unterricht bei seiner Mutter Georgia Gorham, die Bandleaderin und Pianistin war. Erste Erfahrungen als Profimusiker sammelt er 1932–1935 im Orchester seiner Mutter,  danach mit Art Tatum in Chicago (1935) und Roy Eldridge (1936–1939). 1940 ging er nach New York, wo er mit Benny Carter, Billie Holiday, Lester Young, Dizzy Gillespie und Fletcher Henderson arbeitete. Nach dem Dienst in der US Army (1942–1946) arbeitete er in New York City in Slam Stewarts Quartett (1946–1948), mit dem er im Mai 1948 am Jazzfestival in Paris teilnahm, und mit Erroll Garner. Danach spielte er 1949–1951 im Trio von Billy Taylor, ab 1951 bei Nat King Cole, mit dem er 1954 und 1960 Europa besuchte. 1961 wirkte er bei Benny Carters Album Further Definitions mit. Ende der 1960er Jahre arbeitete er bei Bobby Troup. 1983 tourte er mit eigenem Trio durch Europa; 1988 begleitete er Carmen McRae. Noch in den 1990er Jahren trat Collins gelegentlich in Los Angeles auf, war jedoch meist als Musikpädagoge tätig.
Der von Charlie Christian beeinflusste Collins zählte neben Tal Farlow, Barney Kessel und Irving Ashby zu den bedeutendsten Bebop-Gitarristen. 1947 wurde er mit dem Esquire Star Award ausgezeichnet; später erhielt er den Preis der Los Angeles Jazz Society. Er ist zu hören auf Aufnahmen von Ray Brown, Kenny Clarke, Tadd Dameron, Ella Fitzgerald, Louis Jordan, Fats Navarro, Ike Quebec, Art Tatum, Sarah Vaughan, Joe Williams und Zoot Sims.